# Agromyza pseudoreptans
Agromyza pseudoreptans este o specie de muște din genul Agromyza, familia Agromyzidae, descrisă de Nowakowski în anul 1967. Conform Catalogue of Life specia Agromyza pseudoreptans nu are subspecii cunoscute.